# Čakovec
Čakovec (en hongrois, Csáktornya, en allemand, Tschakturn) est une ville et une municipalité chef-lieu du comitat de Međimurje, en Croatie. Au recensement de 2001, la municipalité comptait 30 455 habitants, dont 93,37 % de Croates, et la ville seule comptait 15 790 habitants.

## Histoire
L'agglomération dériverait d'un fort romain, nommé Aquama, évoqué par Strabon.
Le Château de Čakovec, parc Zrinski, héberge le Musée de Međimurje, fort de 17 000 pièces.
Jusqu'en 1918, la région de la Mur (comitat de Međimurje) fait partie de la monarchie autrichienne (empire d'Autriche), province de Croatie-Slavonie puis du Royaume de Hongrie (Transleithanie après le Compromis austro-hongrois de 1867) . 
La ville fut appelée CSAKTORNYA et CSAKATHURN.

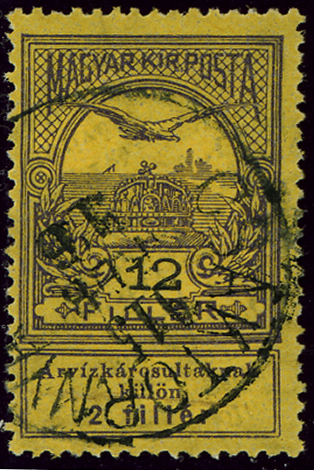
Timbre de Hongrie oblitéré CSAKTORNYA en 1915

## Jumelages
1. Nagykanizsa, Hongrie
2. Płońsk, Pologne
3. Schramberg, Allemagne

## Localités
La municipalité de Čakovec compte 13 localités :
| - Čakovec - Ivanovec - Krištanovec - Kuršanec - Mačkovec - Mihovljan - Novo Selo Rok | - Novo Selo na Dravi - Savska Ves - Slemenice - Šandorovec - Totovec - Žiškovec |

Jusqu'en 2001, la municipalité de Pribislavec faisait partie de la ville de Čakovec.

## Personnalités liées
- Josip Štolcer-Slavenski (1896-1955), compositeur et professeur à l'Académie de musique de Belgrade, y est né.
- Bulcsú László (1922-), linguiste croate y est né
- Drazen Ladic (1963-), footballeur croate y est né
- Sunčana Glavak (1968-), femme politique croate y est née

## Galerie

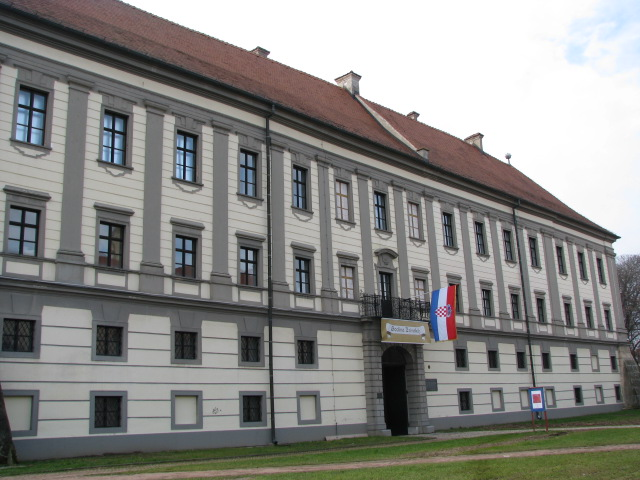
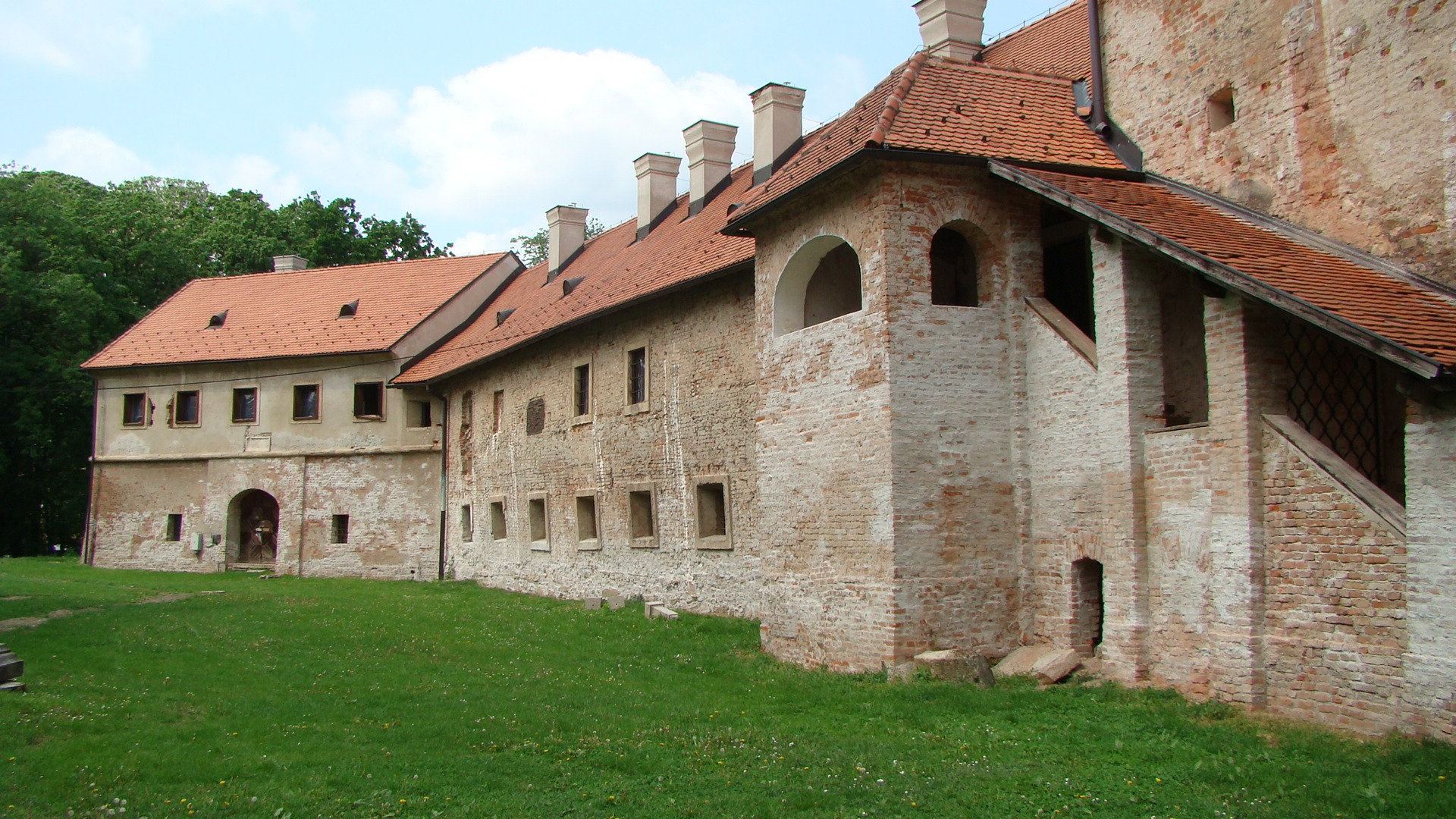
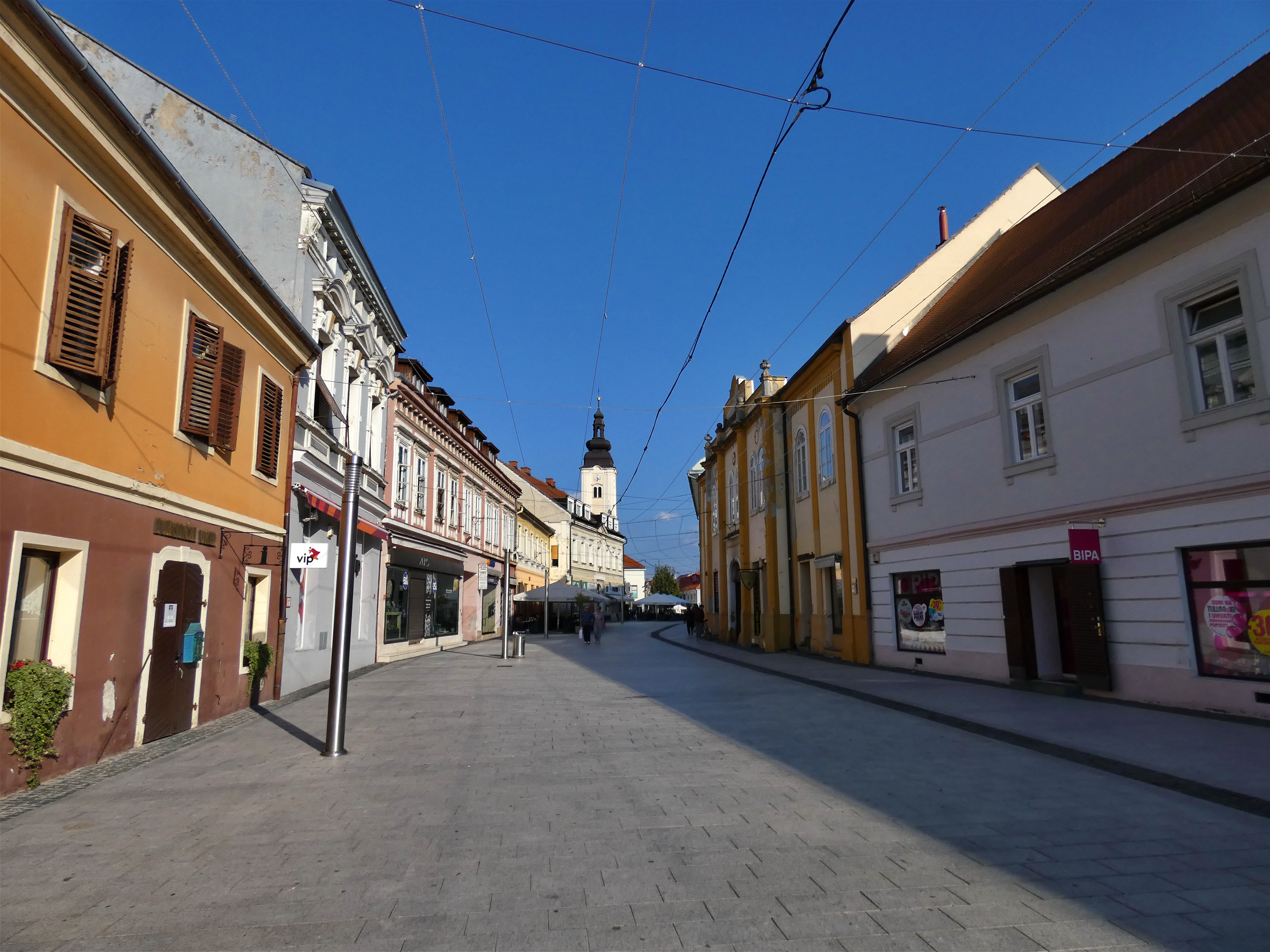
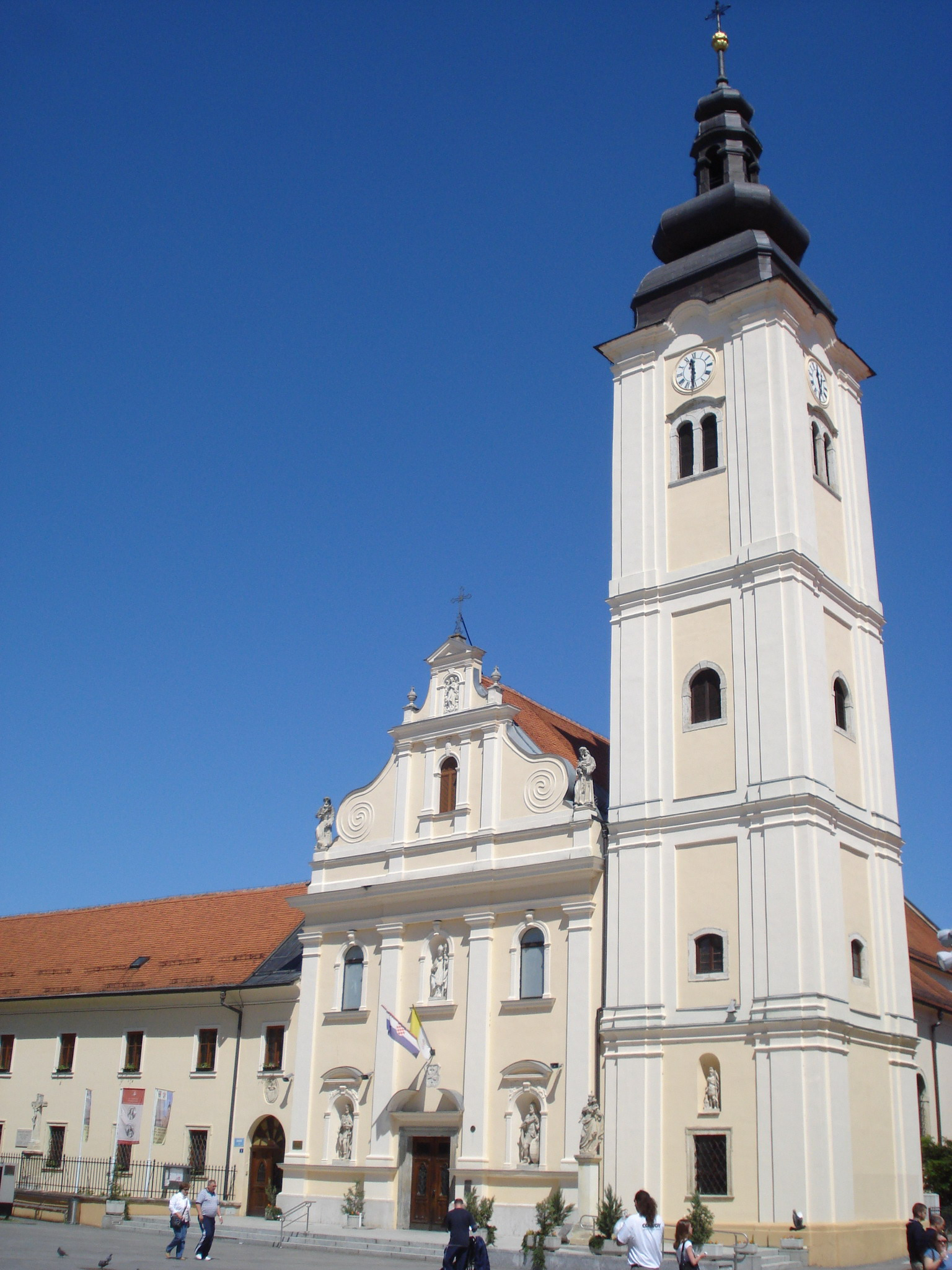
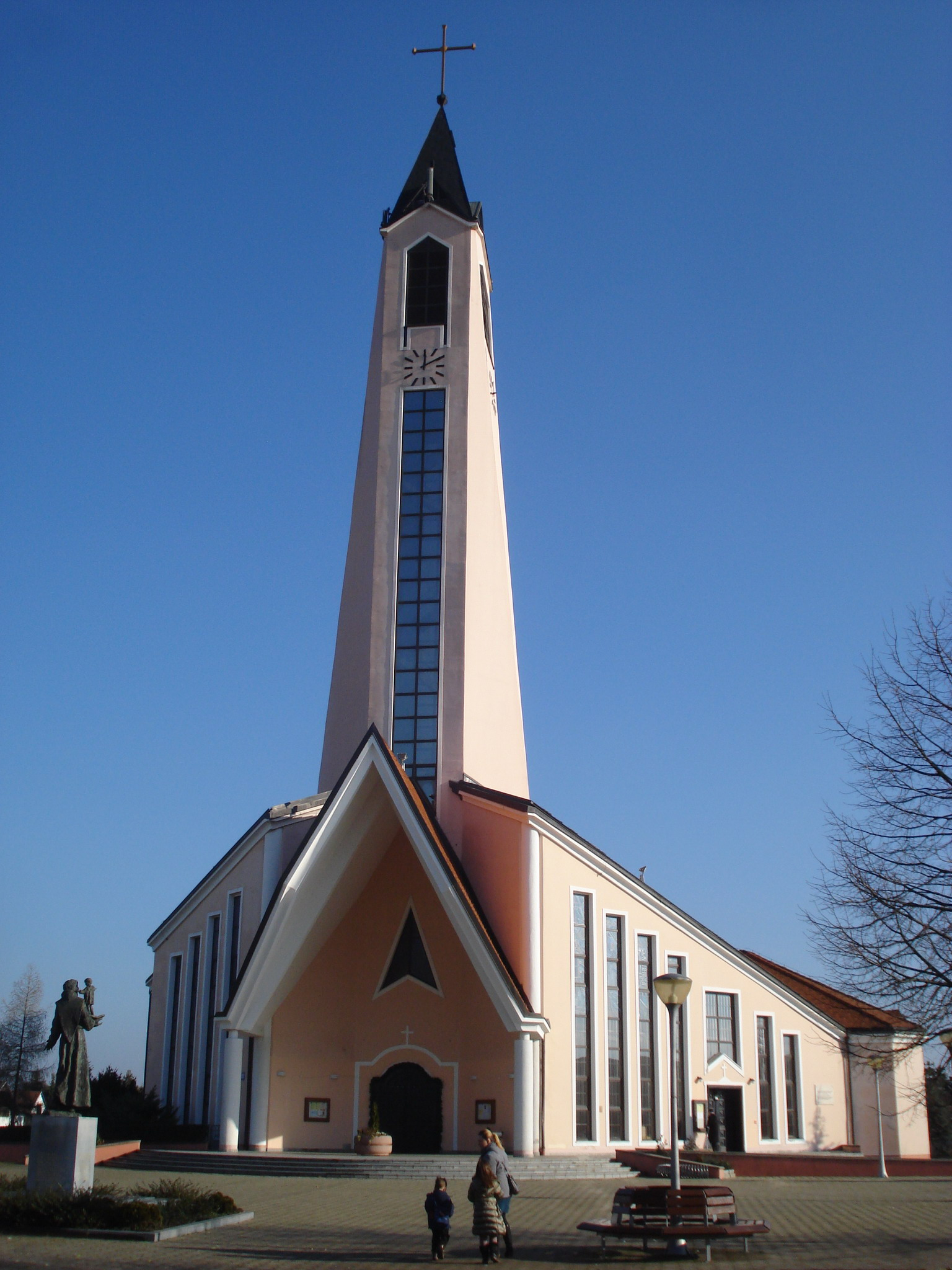
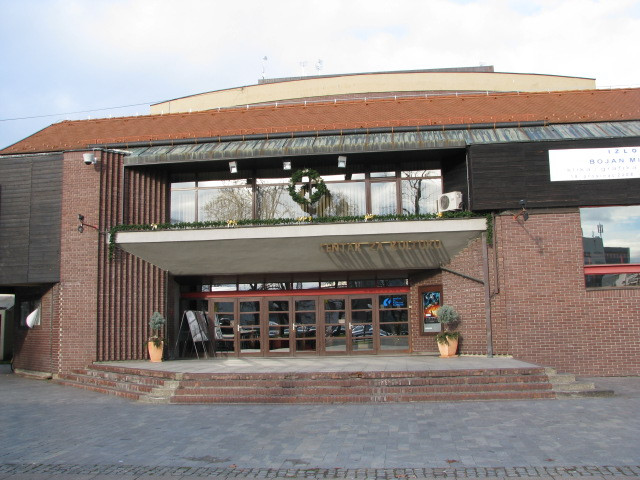
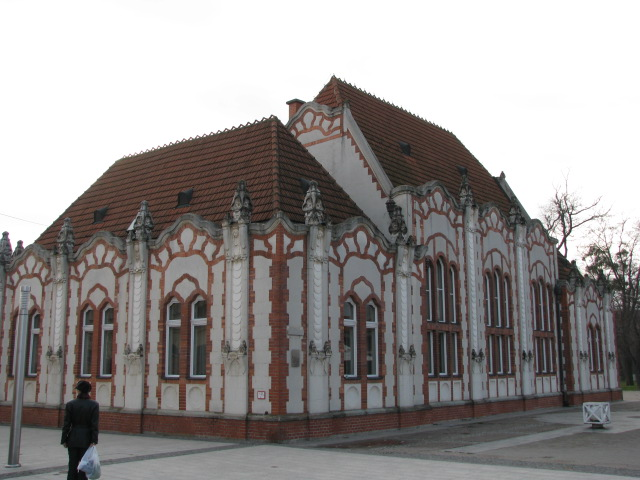

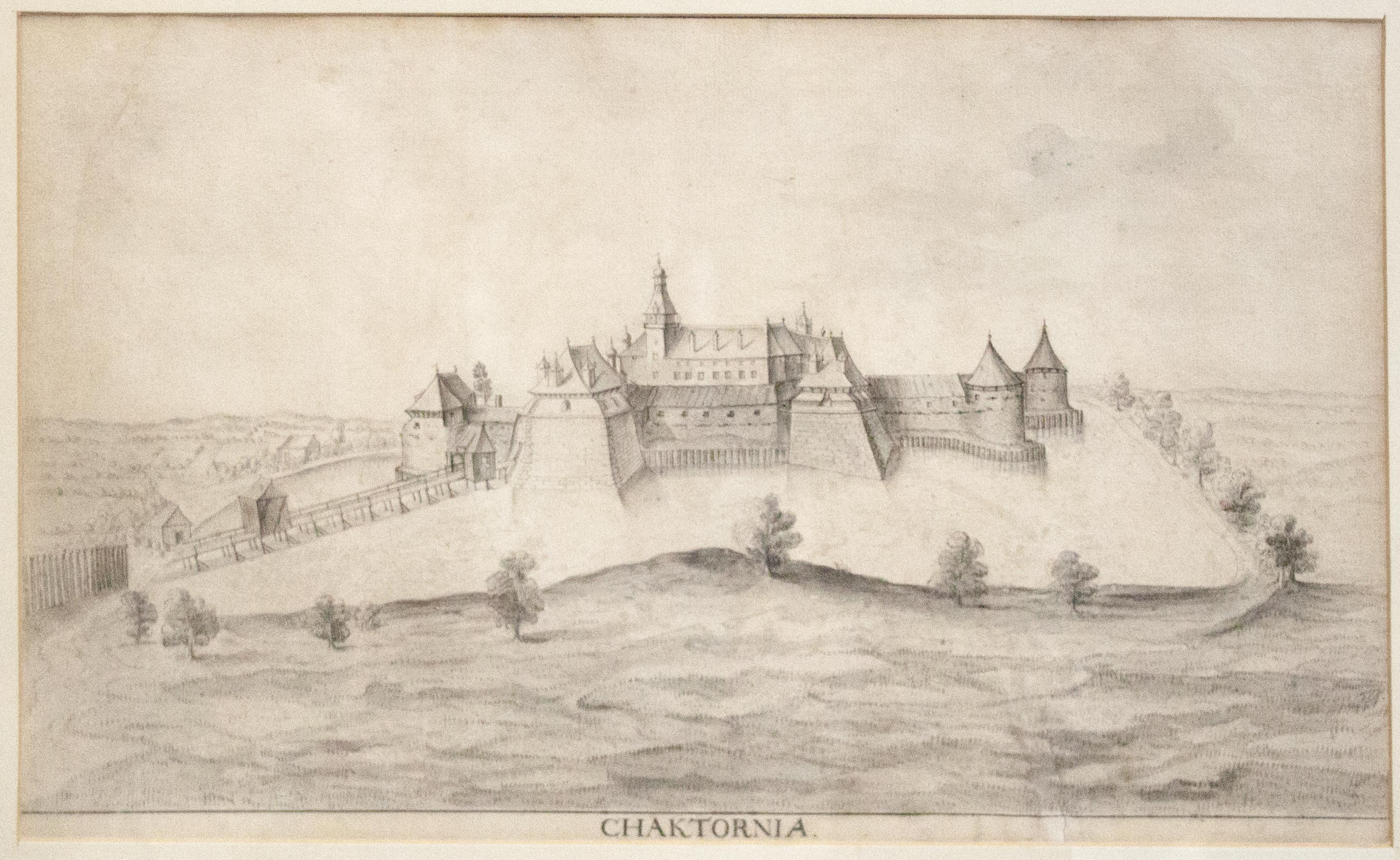
1650
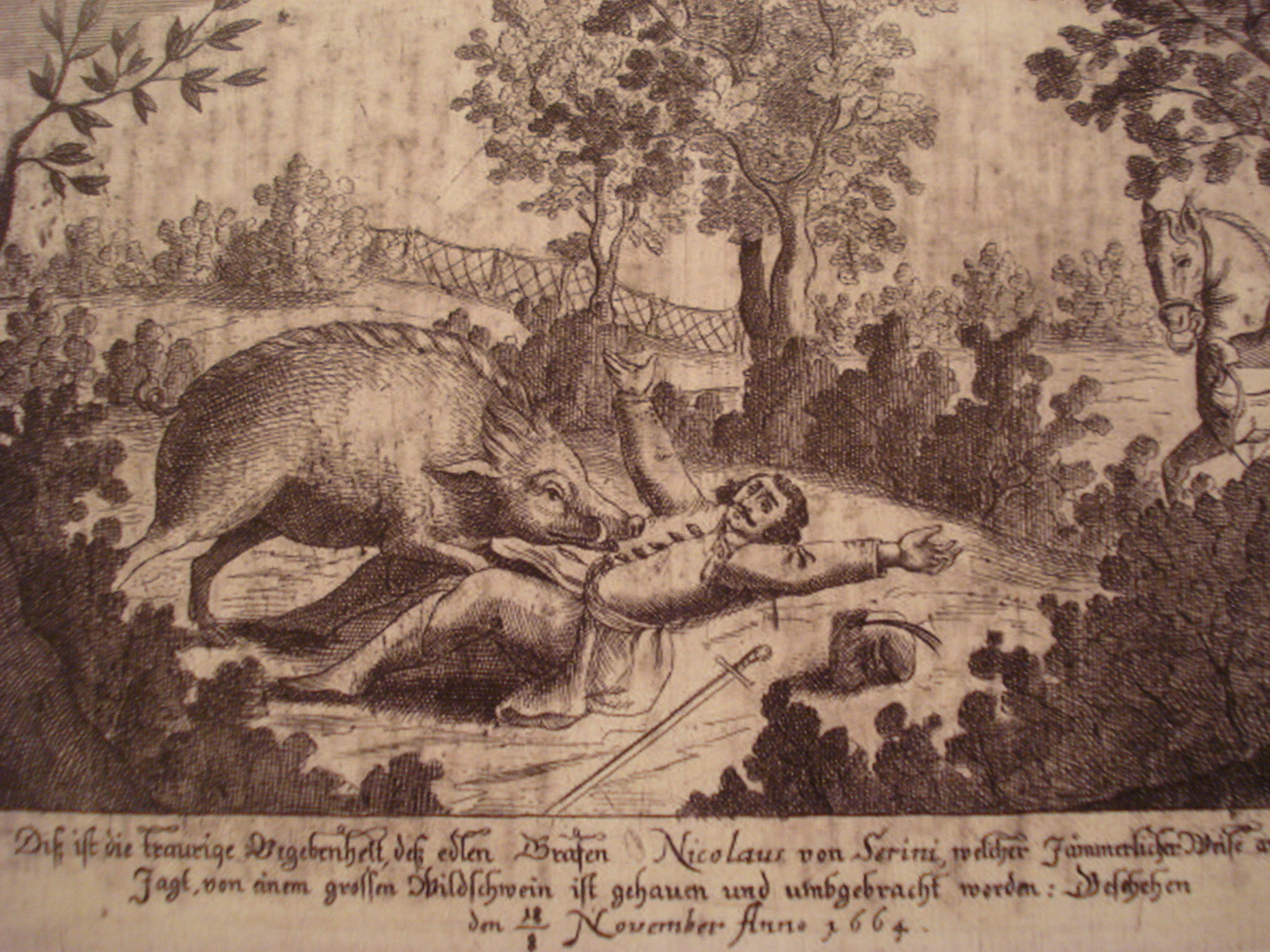
Mort du vice-roi Nicolas Zrinski VII, en 1664
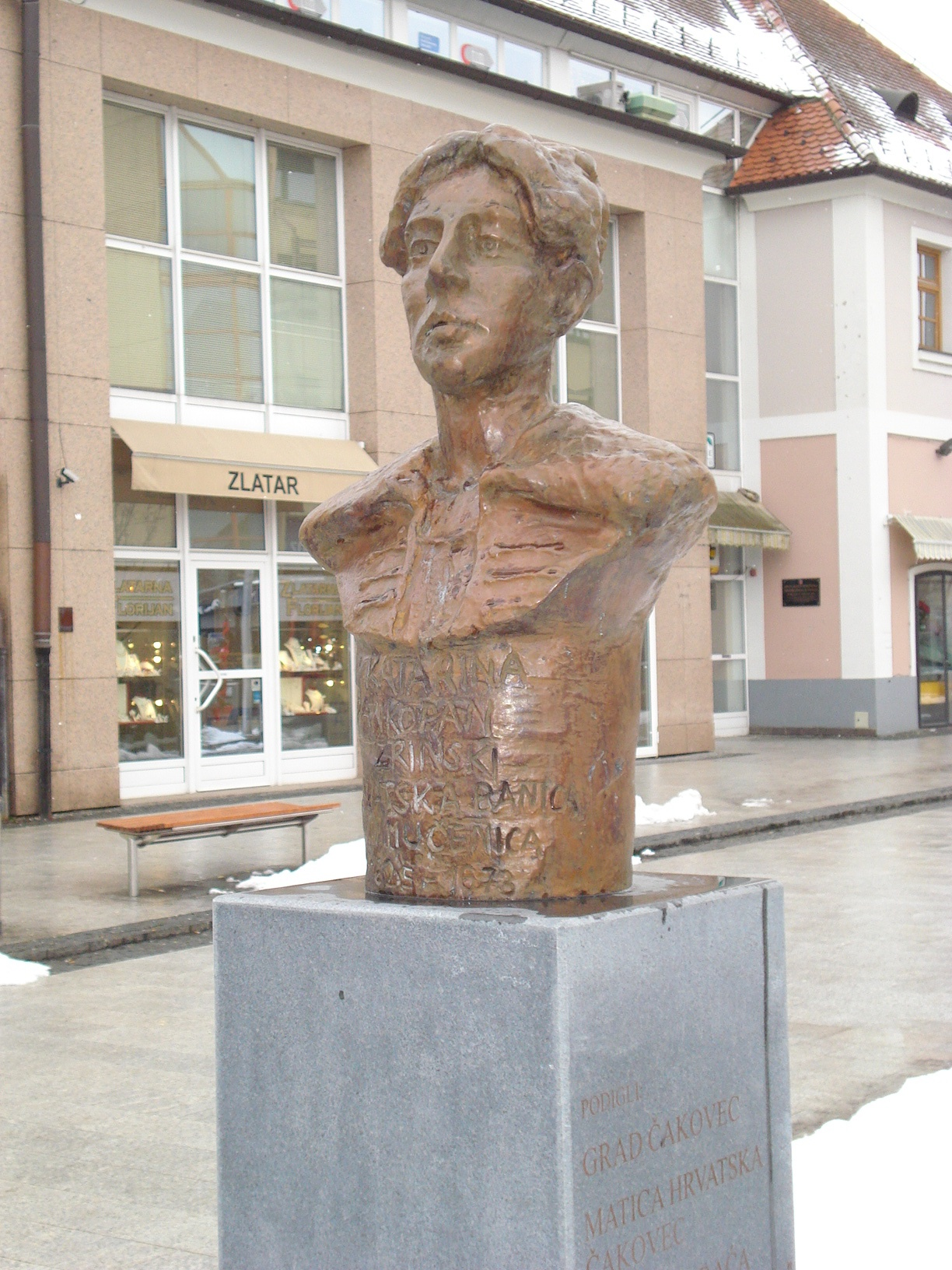
Katarina Zrinski
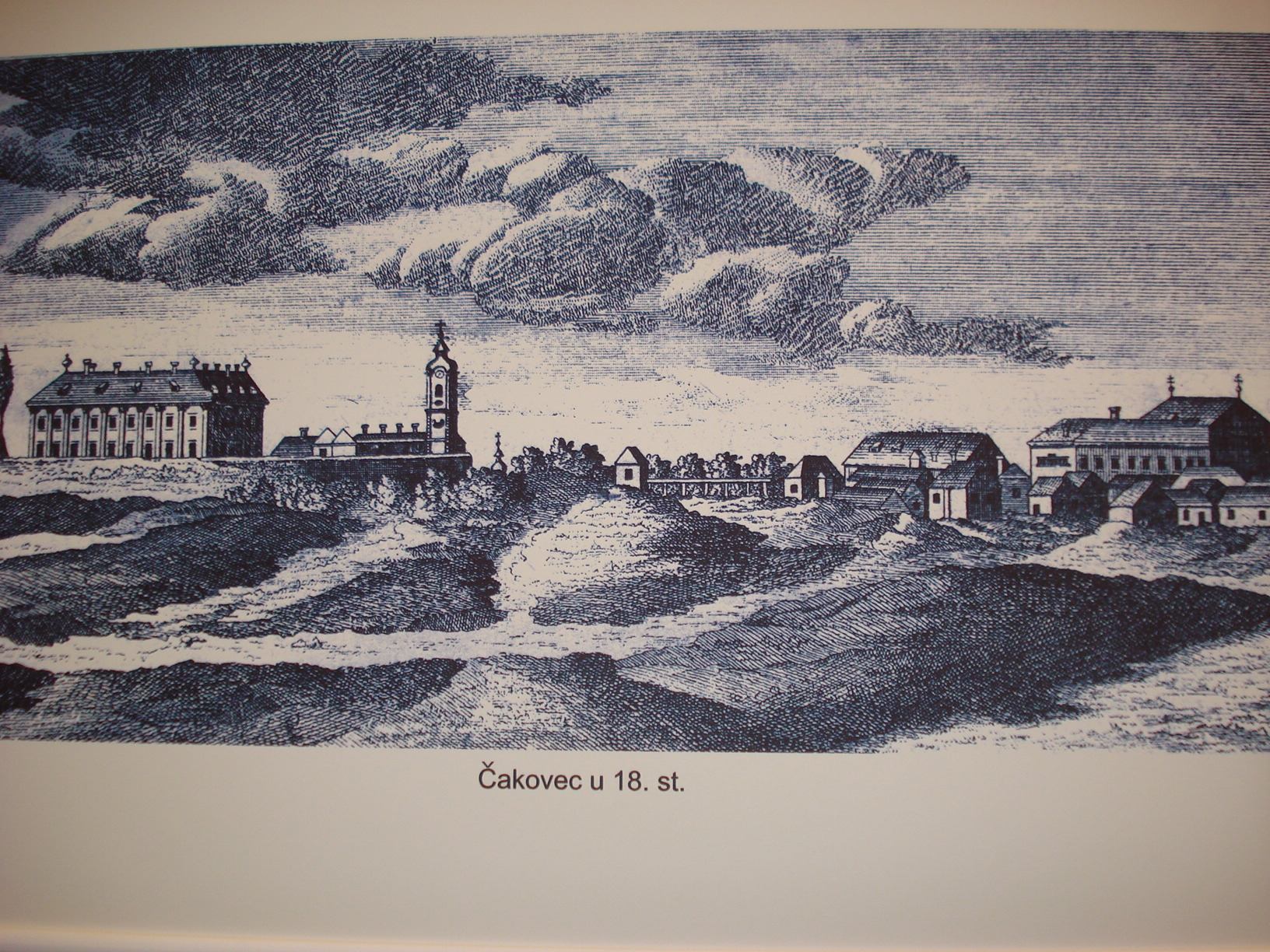
1750